# 4-pyridon
4-Pyridon is een organische verbinding met de formule {\displaystyle {\ce {C5H5NO}}}. Het is een kleurloze, vaste stof. De verbinding is altijd in evenwicht met zijn tautomeer 4-hydroxy-pyridine.

## Synthese
De synthese van 4-pyridon en zijn derivaten gaat uit van 4-pyron(-derivaten) in een reactie met amines. De stamverbinding ontstaat in de reactie van 4-pyron met ammoniak:

## Eigenschappen
De keto-vorm, zoals in de inleiding aangegeven, in evenwicht met zijn tautomeer, 4-hydroxypyridine. In oplossingen ligt het evenwicht echter vrijwel geheel aan de kant van de keto-vorm. De hydroxy-vorm speelt alleen in zeer verdunde oplossingen of in apolaire oplosmiddelen een rol van betekenis in het evenwicht. In de gasfase is de hydroxy-vorm juist de dominante structuur.
De reactiemogelijkheden van 4-pyridon worden bepaal;d door de keto-vorm, waardoor het beschrijven van de stof als 4-Pyridinol eigenlijk vermeden moet worden, omdat dan de indruk gewekt wordt dat de verbinding fenol-achtige eigenschappen zou hebben, wat niet het geval is. In oplossing vertoont 4-pyridon geen klassieke aromatische eigenschappen en is de pKz-waarde meer vergelijkbaar met amides, in tegenstelling tot 3-hydroxypyridine dat een voor pyridines gebruikelijke pKz-waarde heeft. Ook het protoneren gebeurt op de voor amides gebruikelijke plaats: het keto-zuurstof-atoom.
Met ijzer(III)chloride vormt 4-Pyridon een geelkleurig complex.

## Voorkomen en toepassingen
4-Pyridon zelf is niet bekend als een in de natuur voorkomende stof. Wel treedt de basisstructuur op als bouwsteen in pyridosine, een hydrolyseproduct van melk en de uit de natuur bekende stof mimopudine en het niet-biogene aminozuur mimosine.
|                        |                                                                                               |  |
| Struktuur van Mimosine | Fluridon is een in water werkend herbicide waarin een 4-pyridon ring (de middelste) voorkomt. |  |

De verbinding dient als grondstof in de synthese van 4-chloorpyridine en 3-hydroxy-4-pyridonen. De laatste twee stofgroepen worden ingezet als aluminium- en ijzer-bindende medicamenten.